# Sisoy
Sisoy (llamada oficialmente Santalla de Sisoi) es una parroquia y un barrio español del municipio de Cospeito, en la provincia de Lugo, Galicia.

## Otras denominaciones
La parroquia también es conocida por los nombres de Santa Eulalia de Sisoi y Santa Eulalia de Sisoy.

## Organización territorial
La parroquia está formada por dos entidades de población:
- Santalla
- Sisoi

## Demografía

### Parroquia
| Gráfica de evolución demográfica de Sisoy (parroquia) entre 2000 y 2019 |
|                                                                         |
| Datos según el nomenclátor publicado por el INE.                        |

### Barrio
| Gráfica de evolución demográfica de Sisoi (barrio) entre 2000 y 2019 |
|                                                                      |
| Datos según el nomenclátor publicado por el INE.                     |